# Bursztynik
Bursztynik, dodatkowa nazwa w j. kaszub. Bùrsztinik, historycznie Bursztynne Kule – część wsi Kczewo w Polsce, położona w województwie pomorskim, w powiecie kartuskim, w gminie Przodkowo, na Kaszubach.
Drugi człon historycznej nazwy Bursztynowe Kule, oznaczający po kaszubsku 'doły', wskazuje, że kopano tu doły; pierwszy, że robiono to, by znaleźć bursztyn. Nazwa w takiej formie została odnotowana w 1816 r. w księgach metrykalnych parafii w Przodkowie. Proces uniwerbizacji, polegający na zmianie nazwy dwuwyrazowej w jednowyrazową, doprowadził do powstania początkowo formy Bursztynnik, a ostatecznie do jej skróconej wersji Bursztynik.
W latach 1975–1998 Bursztynik administracyjnie należał do województwa gdańskiego.